# 霍尔策拉特
霍尔策拉特是德国莱茵兰-普法尔茨州的一个市镇。总面积6.76平方公里，总人口431人（2018年12月31日），人口密度64人每平方公里。